# 勅任官

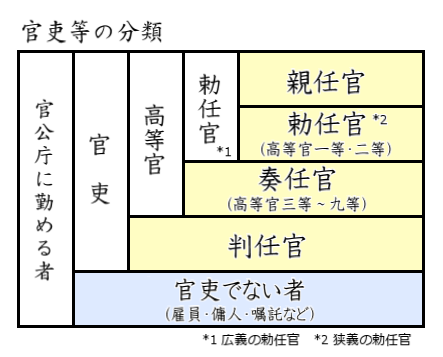
勅任官の位置づけ

勅任（ちょくにん）は官人や官吏の任官手続きの種類で勅旨によって官職に任ずることまたはその官職をいい、とくにその官職をいう場合は勅任官（ちょくにんかん）という。
勅任官は1886年（明治19年）から高等官の一種となり、1890年（明治23年）から明治憲法の下で用いられ1946年（昭和21年）に廃止された。奏任官の上位に位置し、広義には親任官と高等官一等と二等を総じて勅任官と呼んだが、狭義には高等官一等と二等のみを勅任官といった。親任官を含む勅任官に対しては、敬称に閣下を用いた。

## 律令制における勅任
律令制では勅旨によって官職に任ずることまたはその官職を勅任といい、選叙令では官を任ずるときは大納言以上、左右大弁、八省の卿、五衛府の督、弾正尹、大宰帥を勅任とした。
勅任の下位に奏任がある。

## 明治の太政官制における勅任

### 1868年（慶応4年閏4月）政体書・官等9等
明治以後の勅任は、1868年7月4日（慶応4年（明治元年）5月15日）に勅授官（ちょくじゅかん）・奏授官・判授官を区別したことが始めで、政体書の官等制で第一等官から第九等官までのうちの三等官以上を勅授官とし宣旨に太政官の印を押すとした。
第一等官は行政官の輔相（議定が之を兼ねる）、議政官上局の議定、神祇官・会計官・軍務官・外国官・刑法官の知官事、一等海陸軍将とし、第二等官は議政官上局の参与、神祇官・会計官・軍務官・外国官・刑法官の副知官事、府の知府事、二等海陸軍将とし、第三等官は議政官下局の議長（弁事が之を兼ねる）、行政官の弁事、神祇官・会計官・軍務官・外国官・刑法官の判官事、府の判府事、県の一等知県事、三等海陸軍将として、以上の三等は外国に対して大臣と称した。
大臣を敬うため親王・公卿・諸侯でなければその一等官に昇ることができないとし、才能あるものを貴ぶため藩士・庶人であっても徴士の制度を設けてその二等官になることができるとした。
また、官等の制度を設けたのは各その職任の重いことを知り敢えて自らを軽んじさせないためとした。
三等官以上の徴士には位階を授けており二等官は従四位下、三等官は従五位下とした。
このときの俸給は月給としており、江戸開城した後も戊辰戦争は継続していたことから関東平定まで三等官以上の月給を半減することにしていた。

### 1869年（明治2年7月）職員令・官位相当制
1869年（明治2年7月）の職員令による官位相当制では従四位相当以上を勅任とした。
従一位・正二位相当は太政官の左右大臣とし、従二位相当は神祇官の伯、太政官の大納言、海軍・陸軍の大将とし、正三位相当は太政官の参議、諸省の卿、集議院の長官、大学校の別当、弾正台の尹、春宮坊の傅、留守官・開拓使の長官とし、従三位相当は神祇官の大副、太政官の大弁、諸省の大輔、集議院の次官、大学校の大監、弾正台の大弼、皇太后宮職・皇后宮職・春宮坊の大夫、府・大藩の知事、海軍・陸軍の中将、留守官・開拓使の次官とし、正四位相当は神祇官の少副、太政官の中弁、諸省の少輔、大学校の少監、弾正大の少弼、中藩の知事とし、従四位相当は神祇官の大祐、太政官の少弁、諸省の大丞、刑部省の大判事、集議院の判官、大学校の大丞、弾正台の大忠、皇太后宮職・皇后宮職・春宮坊の亮、府の大参事、小藩・県の知事、海軍・陸軍の少将、留守官・開拓使の判官とした。
1869年（明治2年7月）に定めた勅授奏授官記書式では右大臣の宣を書して明治の字に重ねて天皇御璽を押した（後に改めて官に任と言い位に授と言う）。
- 勅授奏授官記書式（明治2年7月）の例

```
天皇御璽　　　　　
従五位
源
朝臣
久元

任
中辨

従一位
行
右大臣
藤原
朝臣
實美
宣
　従三位行
大辨
藤原朝臣
俊政
奉行
天皇御璽
明治二年
己巳
七月八日
```

この頃の公文書は必ずしも公式様文書や公家様文書の慣例に従うわけではないが、位署書を必ず一行に書くという慣例には傚うために、官記の位署書では偏と旁より成る字はその間を空けて次の文字を入れることがあり、これを破拆（分ち書き、割り書、など）と言う。例えば「藤原」は漢字構成記述文字列で表記すると「⿱艹⿲月原𣳾」の様になる。また「朝臣」に「⿲𠦝臣月」を用いる例もあり、法令全書ではこれらを合字で印刷する箇所がある。
同年9月17日（同年8月12日）の改定では次の例の様に書して元号の字に重ねて天皇御璽を押した。
- 勅任奏任官記書式（8月12日改定）の例[注釈 2]

```
天皇御璽
　　　　　　　　　位
姓尸
名
任
民部卿

右大臣従一位姓尸名宣
　大辨従三位姓尸名奉行
天皇御璽
年号
干支
月日
```

このときの俸給である官禄は石高で示し官位相当表によって定めた 。
位階については、1870年3月30日（明治3年2月29日）に官員に初めて任用する際の叙位について勅任官は正四位以下相当の分は初叙位を総て従五位、三位以上相当は総て従四位とすることになる。

### 1871年（明治4年7月）太政官制・官位相当制
1871年8月29日（明治4年7月14日）の廃藩置県の後、同年9月13日（明治4年7月29日）に諸官省に先立って太政官の官制を改正し、従前の官位相当表では従四位以上を勅任としてきたが、この際に正四位以上を勅任として正二位から正四位までの5等に分つ。
正二位相当は正院の太政大臣とし、従二位相当は正院の納言とし、正三位相当は正院の参議、左院の議長、右院の諸省長官とし、従三位相当は左院の一等議員、右院の諸省次官とし、正四位相当は正院の枢密大史、式部局の長、左院の二等議員とした。
正院事務章程では「勅任官ノ進退ハ　宸断ニ出ルト雖モ三職之ヲ補賛スルヲ得ル」として勅任官の採用・離職には太政大臣・納言・参議の三職が関与した。
明治4年7月に諸省の卿及び開拓長官へ権限を委任する条件を定め、卿部属の官員を選任・降級・昇級する場合は、勅任官は上裁に出るとしても任官は政事の大典になるので、天皇の内旨を卿へ通知し卿はこれを受理した後にこれを任ずることになる。

### 1871年（明治4年8月）太政官制・官等15等
1871年9月24日（明治4年8月10日）に官位相当制を廃止して官等を15等に定め、文官は三等以上、武官は四等以上を勅任官とする。
文官の一等は左院の議長、右院の諸省長官、諸省の卿、神祇省の宣教長官とし、二等は左院の副議長、右院の諸省次官、諸省の大輔、神祇省の宣教次官、外務省の大弁務使、文部省の大博士、宮内省の大典医とし、三等は正院の大内史、左院の大議官、諸省の少輔、一等寮の頭、外務省の中弁務使、文部省の中博士、司法省の大判事、宮内省の侍従長・中典医とした。
武官の大元帥は等なし、一等は元帥とし、二等は大将とし、三等は中将とし、四等は少将とした。
なお、当初は太政大臣・左右大臣・参議の三職は天皇を輔翼する重官であり諸省長官の上であることを理由に等を設けていなかったが、1872年2月28日（明治5年1月20日）の官等改正で三職（太政大臣・左右大臣・参議）の官等を一等にした 。
地方長官については、1871年12月10日（明治4年10月28日）の府県官制により府知事は三等、府権知事は四等、県知事は四等、県権知事は五等としたので、このうち三等の府知事が勅任になる。ただし開港場がある県はその知事を勅任とした。なお、同年12月13日（明治4年11月2日）に県知事を県令と改めた。
また、1872年1月12日（明治4年12月3日）に開港開市場がある府の権知事を勅任とし官等四等とした。
勅任で官等四等の地方長官については、1876年（明治9年）5月18日に開港場のある県令の勅任をやめて奏任とし、同年6月15日に開港開市場ある府の権知事についても勅任をやめて奏任とした。
1871年10月3日（明治4年8月19日）改定の勅奏任官の宣旨書式では次の例の様に書して勅任官は天皇御璽を押した。官位相当制の廃止により位署書で相当・不相当の区別がなくなり行・守も用いないことになる。
- 宣旨書式（明治4年8月19日改定）勅任官書式の例

```
天皇御璽
[
注釈 4
]
　　姓　名
任某官
太政大臣位姓尸名宣
　大内史位姓尸名奉
明治幾年干支何月日
```

官位相当制を廃止したけれども位階を賜う例は廃止することはなく、その後は任官毎にその官等に従い位階を授けることになり、太政大臣は従一位相当、左右大臣は従一位・正二位相当として、その下の参議は正四位、一等官・二等官は従四位、三等官は正五位、四等官は従五位を賜う例とした。
官制等級改定の際に官禄を月給へ改定したときの対応によると、官制等級改定前の従一位・正二位相当官の官禄（従前一等）は改定後の太政大臣の月給に対応し、従二位相当官の官禄（従前二等）は改定後の左右大臣の月給に対応し、正三位相当官の官禄（従前三等）は改定後の参議並びに官等一等の月給に対応し、以下1等づつ降って従四位相当官の官禄（従前六等）は改定後の官等四等の月給に対応する。
同年11月24日（明治4年10月12日）の姓尸不称令により公用文書に苗字実名のみを用いることになったことから、1872年1月18日（明治4年12月9日）改定の勅奏任官任叙式では次の例の様に書して勅任官は明治の字に重ねて天皇御璽を押した。
- 宣旨書式（明治4年12月9日改定）勅任官書式の例（料紙は総て別漉鳥ノ子堅四ツ折）

```
 

 　　　　　　　苗字實名
-
[
注釈 6
]

 任某官
 太政大臣　位苗字實名宣
-　大内史　位苗字實名奉
 天皇御璽
[
注釈 4
]

 明治幾年干支何月幾日
-

 
```

1872年3月25日（明治5年2月15日）に改定した宣旨書式の中の勅任官勅授位奏任官奏授位記式では、記載内容と折り目の位置関係や転職・免職のときの書入れ、任官される者に官がある場合は官苗字實名を書すなど、また、兼官がある場合の書式、天皇御璽の位置など細部の規定を改めた。
- 改定官位記式（明治5年2月15日）勅任官記式の例（料紙は別漉鳥ノ子堅四ツ折）

```
 
[
注釈 7
]
[
注釈 8
]

 　　　　　苗字實名
[
注釈 9
]

-
[
注釈 6
]

 
[
注釈 10
]

 任某官
[
注釈 11
]

 太政大臣位苗字實名宣
-
 　大内史位苗字實名奉
 　天皇御璽
[
注釈 4
]

-明治幾年干支何月幾日

 
```

1873年（明治6年）5月2日の正院事務章程では「凡ソ勅任官ノ薦挙免黜ハ　宸断ニ出ルト云トモ必ス内閣議官ニ諮リ太政大臣之ヲ補賛シテ進退ス」として勅任官の奏薦・離職・降任には必ず内閣議官と太政大臣が関与した。
1873年（明治6年）5月8日に陸軍・海軍とも大将以下少尉までを1等づつ繰上げ従前は四等の少将を三等として武官も文官と同様に三等以上を勅任としたほか、陸軍会計部の監督長と陸軍軍医部の軍医総監を三等の勅任とした 。
1873年（明治6年）6月19日に改定した勅任官記式では太政大臣の奉を書すことになり、次の例の様に書して明治の字に重ねて御璽を押した。また、出仕官の勅補官記式は官位苗字名、補何等出仕を書して大臣の奉を書する例は勅任官記式と同じとした。
- 勅任官記式（明治6年6月19日改定）の例

```
　　　　　　　　　官位苗字名
任参議
太政大臣位苗字名奉
御璽
[
注釈 4
]

明治年月日
```

- 勅補官記式（明治6年6月19日改定）の例

```
　　　　　　　　　官位苗字名
補何等出仕
太政大臣位苗字名奉
御璽
[
注釈 4
]

明治年月日
```

陸海軍資のためとして1874年（明治7年）から家禄税 とともに官禄税を設けており、陸海軍武官等を除いて勅任官月俸350円以上は10分の1の割合とした。
1875年（明治8年）4月14日の正院章程では「凡ソ制度條令及ヒ勅旨特例ノ事件ハ太政大臣ノ奉勅ヲ以テ発スヘシ」とし、また「凡ソ奏任官以上ノ進退黜捗ハ其具上ヲ勘シ其履歴ヲ審ニシテ上奏制可ヲ乞ウヘシ」としているので、奏任官以上の採用・離職・昇任・降任は事前に審査してから上奏することとしており、勅旨や特例による場合は太政大臣が奉勅する。

### 1877年（明治10年）1月太政官制・官等17等
1877年（明治10年）1月11日に勅任官以上の禄税をすべて2割に増加した 。
1878年（明治11年）12月に官禄税を廃止した。
1878年（明治11年）11月21日に勅任の府知事・県令は三等官に定めた。
1883年（明治16年）1月4日に勲章について叙勲条例を定め、文武官で数年勲労ある者はその成績を勘査して勲等に叙すことになり、その初叙について勅任官は勲三等よりするとし、なお勲労年数を累ねることにより勅任官は勲一等まで進むことができるが、ただし勅任官は三等官並びに三等相当官は勲一等には進むことができないとした。また、大臣、参議、諸省卿、参事院・元老院議長、陸海軍大将を勲一等に叙するのは進級年例の限りにあらずとされ、同条例中の初叙勲並びに進級例で勅任の勲三等への初叙は満5年以上、勲二等へ進むのは満5年以上、勲一等へ進むのは満10年以上とされた。
さらに、勲位初叙並進級例内則では叙勲条例で定めた大綱の範囲で、官等により初叙勲並びに進級の年数に遅速を設けた。
1885年（明治18年）7月28日に叙勲条例を改正し、初叙並びに進級例の中で勅任初叙満5年以上とあるのを満8年以上と改め、これに合わせて叙勲初叙并進級例内則も改正した。

## 高等官としての勅任官

### 1886年（明治19年）3月高等官官等俸給令・親任・勅任2等
1885年（明治18年）12月22日に内閣職権を定めて太政官制から内閣制に転換した後、1886年（明治19年）2月26日の各省官制通則（明治19年勅令第2号）を定め各省大臣は所部の官吏を統督し奏任官以上の採用・離職は内閣総理大臣を経てこれを上奏するとし、各省大臣は閣議の後に裁可を経るのでなければ定限の他新たに勅奏任官を増加することはできないとした。
同年3月12日に高等官官等俸給令（明治19年勅令第6号）を定めて高等官を勅任官と奏任官に分けて、勅任官のうち親任式を以って叙任する官（親任官）を定める。
親任式を以って叙任する官を除く他の勅任官は2等に分け、その辞令書は御璽を押し内閣総理大臣がこれを奉行するとした。
親任式を以って叙任する官を除く他の勅任官の例としては、法制局長官は勅任とし、各省次官は勅任とし、会計検査院長は勅任一等、副院長は勅任二等とし、侍従長は勅任一等、宮中顧問官・宮内次官は勅任一等または勅任二等、式部長官は勅任一等、式部次官は勅任二等、皇太后宮大夫・皇后宮大夫は勅任一等、掌典長・大膳大夫・内蔵頭・主殿頭・図書頭・内匠頭・主馬頭・御料局長官・侍医・華族局長官・親王家別当は勅任二等とし、特命全権公使は勅任一等、弁理公使は勅任二等とし、控訴院長は勅任一等または二等、東京控訴院に限り勅任二等の評定官及び検事長を置くことができた、大審院長は勅任、大審院の局長は勅任二等、大審院の評定官は勅任二等または奏任一等から二等まで、大審院の検事長は勅任二等または奏任一等とし 、帝国大学総長は勅任一等から二等までとし、高等師範学校校長は勅任二等または奏任一等とし、元老院の副議長は勅任一等、議官は勅任一等または勅任二等とし、陸海軍中将は勅任一等、少将及び相当官は勅任二等とした。
従前の一等官の中で太政大臣・左右大臣・参議・各省卿はこれを廃止して内閣総理大臣・各省諸大臣を置いてこれらを親任官とし、元老院議長・陸軍大将・海軍大将は存続させてこれまた親任官としたが、これらを除く他の従前の一等官及び一等官相当の議官・判事などは従前の二等官・三等官などと同様に親任官を除く他の勅任官とした。従前の参事院議長については参事院を廃止して、これに代わる法制局を置いて法制局長官は勅任とした。元老院の副議長及び議官は存続させて、副議長は勅任一等、従前一等官及び二等官相当の議官は勅任一等、従前三等官相当の議官は勅任二等とした。従前の大審院長に充てる一等官相当の勅任判事は改めて大審院長としてこれを勅任とした。
高等官官等俸給令では親任官を除く他の勅任文官の年俸については、
- 勅任官一等

上級俸は従前の一等官の月俸12か月分と従前の二等官の月俸12か月分の間の額、
下級俸は従前の二等官の月俸12か月分と従前の三等官の月俸12か月分の間の額、
- 勅任官二等

上級俸・下級俸はともに従前の三等官の月俸12か月分と従前の四等官の月俸12か月分の間の額
である 。
内閣賞勲局の総裁は勅任一等としたがその年俸は高等官官等俸給令の勅任官二等の上級俸と同じ額、副総裁は勅任二等としたがその年俸は高等官官等俸給令の奏任官一等の上級俸と同じ額とした 。
元老院の副議長は勅任一等としたがその年俸は高等官官等俸給令の勅任官二等の上級俸と同じ額、勅任一等の議官の年俸は高等官官等俸給令の勅任官二等の下級俸と同じ額、勅任二等の議官の年俸は高等官官等俸給令の奏任官一等の上級俸と同じ額とした 。
裁判所官制により裁判所の長・局長・評定官・判事及び判事試補を総称して裁判官といい、検事長・検事及び検事試補を総称して検察官ということになり、現任の裁判官・検察官の年俸は不利益処分とならないように旧に依り支給したが、新任または官等を陛叙する場合については、
- 裁判官・検察官の勅任

勅任一等よりも上の勅任（大審院長）の年俸は従前の判事・検事の勅任の一等官相当の年俸よりも多く、高等官官等俸給令の各省大臣の年俸と勅任官一等の上級俸の間の額、
- 裁判官・検察官の勅任一等

上級俸は従前の判事・検事の勅任の一等官相当の年俸よりも多く、高等官官等俸給令の勅任官一等の上級俸と同じ額、
下級俸は従前の判事・検事の勅任の二等官相当の年俸と同じで、高等官官等俸給令の勅任官一等の下級俸と同じ額、
- 裁判官・検察官の勅任二等

上級俸は従前の判事・検事の勅任の三等官相当の年俸の高いものと低いものの間で、高等官官等俸給令の勅任官二等の上級俸と同じ額、
中級俸は従前の判事・検事の勅任の三等官相当の年俸のうち低いものと同じで、高等官官等俸給令の勅任官二等の下級俸と同じ額、
下級俸は従前の判事・検事の奏任の四等官相当の年俸と同じで、高等官官等俸給令の奏任官一等の上級俸と同じ額
とした  。
各府県の知事は勅任二等または奏任一等として、勅任二等の知事の上級俸は高等官官等俸給令の勅任官一等の下級俸と同じ額、下級俸は高等官官等俸給令の勅任官二等の上級俸と同じ額とし、ただし東京府知事は勅任一等に陛叙することができた  。
1887年（明治20年）に位階について叙位条例を定めたときの叙位進階内規では勅任官に任ぜられた者があるときは直ちに従四位に叙し、勅任官一等は従四位への叙日より満3年で従三位に叙すとし、各等勤労により1階を進むことがあるけれども正三位に止まるとした。ただし、親任官および国家に勲功ある者の初叙若しくは進階はこの内規の限りにあらずとされた。なお非職の勅任官又は勅任の待遇を受ける者は叙位若しくは進階することはないとした。
1888年（明治21年）に勲章について叙勲条例並びに附則を廃止して文武官叙勲内則を定めたときの規定では、親任官を除く他の勅任官の初叙は勲三等とし勲一等まで進むことができるとした。
1888年（明治21年）に枢密院を設置して枢密院の書記官長は勅任とした。

### 1890年（明治23年）3月高等官官等俸給令改正
1889年（明治22年）2月11日に大日本帝国憲法を発布すると、同年12月24日に内閣官制（明治22年勅令第135号）を定め、勅任官の任命及び採用・離職は閣議を経ることになる。
また、同年5月に会計検査院法を定めて会計検査院の院長は勅任、部長は勅任または奏任とした。
1890年（明治23年）3月24日に高等官官等俸給令を改正・追加し、従前は勅任官の官等は原則として5年を越えるのでなけれは陛敘することができないところ、勅任官の陛叙の年限を廃止した。この改正の主な趣旨は、定員に限りがあり殊に勅任官の採用・離職は閣議を経るため妄りに陛叙する弊害はないためとした。
また、同月27日に省官制通則を改正し、従前の内閣及び各省の中の局長は奏任一等または二等としていたところ、各局の局長を勅任二等または奏任三等以上としその官等は各省官制の部でこれを定めた。
同年10月に行政裁判所を設け行政裁判所の長官は勅任とし評定官は勅任または奏任とした。長官の年俸は高等官官等俸給令の勅任官一等の下級俸と同じ額、勅任一等の評定官の年俸は高等官官等俸給令の勅任官二等の下級俸と同じ額、勅任二等の評定官の年俸は高等官官等俸給令の奏任官一等の上級俸と同じ額とした 。
従前は各府県の知事は勅任二等または奏任一等としていたが、同年10月の地方官官制の全部改正により各府県の知事はすべて勅任と改め、三府及び開港場または師団所在の各県の知事の年俸は従前の勅任二等の知事の下級俸あるいは高等官官等俸給令の勅任官二等の上級俸と同じ額、その他の諸県の知事の年俸は従前の奏任一等の知事の上級俸あるいは高等官官等俸給令の勅任官二等の下級俸と同じ額とし、ただし東京府知事は特に従前の勅任二等の知事の上級俸あるいは高等官官等俸給令の勅任官一等の下級俸と同じ額を給することができるとした   。
同年11月に裁判所構成法を施行して従前の裁判所官制で裁判官・検察官と総称してきた諸官はそれぞれ判事または検事となり 、判事・検事の官等・年俸は従前の裁判官・検察官の官等・年俸とほぼ同じ内容のままとした 。
裁判所構成法により判事・検事を官名とし大審院長・検事総長などを勅任判事・勅任検事を以て補す職名としてこれらの任官と補職を区別するようになったことから、判事・検事の各職について定員・官等・年俸を限定し、大審院の長は勅任一等としその年俸は勅任一等の上級俸の額とした上で、特にそれよりも上の勅任の年俸の額を給することができるとし、大審院の部長は勅任一等・二等としその年俸は勅任一等の下級俸、勅任二等の上級俸の額とし、大審院の判事は勅任二等ないし奏任二等としその年俸は勅任二等の中級俸ないし奏任二等の下級俸の額とし、大審院検事局の検事総長は勅任一等としその年俸は勅任一等の上級俸ないし下級俸の額とし、大審院検事局の検事は勅任二等ないし奏任二等としその年俸は勅任二等の中級俸ないし奏任二等の下級俸の額とし、東京・大阪の控訴院の長は勅任一等としその年俸は勅任一等の下級俸の額とし、その他の控訴院の長は勅任二等としその年俸は勅任二等の上級俸・中級俸の額とし、控訴院検事局の検事長は勅任二等とし東京・大阪控訴院検事局の検事長の年俸は勅任二等の上級俸、その他の控訴院検事局の検事長の年俸は勅任二等の中級俸の額とした。

### 1891年（明治24年）7月高等官任命及俸給令・官等廃止
1890年（明治23年）11月29日に施行した大日本帝国憲法の下で、1891年（明治24年）7月24日に高等官任命及俸給令（明治24年勅令第82号）を定めて従前の高等官官等俸給令（明治19年勅令第6号）を廃止する。文武官の官等を廃止しているが、高等官の任命については勅任官と奏任官に分け、勅任官の中に親任式を以って任ずる官があることは変更なく辞令書の手続きも変更はない 。
俸給については従前の官等に応じた等級俸から官職名毎に年俸を指定する職給俸に改めており、親任官を除く他の勅任文官の年俸については、内閣書記官長の年俸は従前の勅任二等の下級俸と同じ額、賞勲局の総裁の年俸は従前と同じで従前の勅任二等の上級俸と同じ額、賞勲局の副総裁の年俸は従前と同じで従前の奏任一等の上級俸と同じ額、法制局の長官の年俸は従前の勅任二等の上級俸と同じ額、法制局の部長の年俸は従前の奏任一等の上級俸と同じ額、各省の次官の年俸は従前の勅任二等の上級俸と同じ額、局長は高等官任命及俸給令（明治24年勅令第82号）の一号表に依り個別の官職名毎に指定されており、各省官制の部で勅任とした局長の年俸は、従前の奏任一等の上級俸と同じ額である  。
同月27日に各省官制通則を改正して各局の局長は勅任または奏任とし各省官制の部でこれを定めた。
枢密院の書記官長の年俸は内閣の書記官長と同じで従前の勅任官二等の下級俸と同じ額とした 。
会計検査院の院長の年俸は従前の勅任官二等の上級俸と同じ額、部長の年俸は従前の奏任官一等の上級俸と同じ額とした 。
このとき行政裁判所長官並びに評定官の年俸を引き下げており、行政裁判所長官の年俸は従前の行政裁判所長官の年俸と従前の勅任一等の評定官の年俸の間で従前の勅任官二等の上級俸と同じ額、勅任の評定官の年俸は従前の勅任二等の評定官の年俸と同じで従前の奏任官一等の上級俸と同じ額とした  。
判事・検事の年俸は従前の判事・検事の勅任一等の上級俸よりも上の勅任の年俸を廃止し、判事・検事の勅任の一級俸は従前の判事・検事の勅任一等の上級俸と同じ額、判事・検事の勅任の二級俸・三級俸・四級俸はそれぞれ従前の判事・検事の勅任二等の上級俸・中級俸・下級俸と同じ額とし、大審院の長は勅任としその年俸は勅任の一級俸の額とし、大審院の部長は勅任としその年俸は勅任の三級俸の額とし、大審院の判事は勅任及び奏任としその年俸は勅任の四級俸及び奏任の一級俸ないし五級俸の額とし、大審院検事局の検事総長は勅任としその年俸は勅任の二級俸の額とし、大審院検事局の検事は勅任及び奏任としその年俸は勅任の四級俸及び奏任の一級俸ないし五級俸の額とし、控訴院の長は勅任とし東京・大阪控訴院の長の年俸は勅任の二級俸、その他の控訴院の長の年俸は勅任の三級俸の額とし、控訴院検事局の検事長は勅任とし東京・大阪控訴院検事局の検事長の年俸は勅任の三級俸、その他の控訴院検事局の検事長の年俸は勅任の四級俸の額とした 。

### 1891年（明治24年）11月文武高等官官職等級表・等級10等
同年11月14日に文武高等官官職等級表（明治24年勅令第215号）を定めて高等官の官職を10等の等級に分け、勅任は一等から三等までとした。一等のうち親任官・親補職を除く他の勅任官の職は大審院長とし、二等は内閣の賞勲局総裁・法制局長官、各省の次官、陸海軍中将、会計検査院長、行政裁判所長官、鉄道庁長官、警視庁の警視総監、北海道庁長官、東京府知事、特命全権公使、検事総長・東京・大阪控訴院長、帝国大学総長とし、三等は内閣書記官長・賞勲局副総裁・法制局部長、枢密院書記官長、各省の局長、陸海軍少将並びに相当官、陸軍省理事、海軍省主理、会計検査院部長、行政裁判所評定官、鉄道庁部長、府県知事、貴族院書記官長、衆議院書記官長、弁理公使、大審院部長・各控訴院長・各控訴院検事長、裁判所の判事・検事、帝国大学教授・高等師範学校長・女子高等師範学校長、技監とした。
この高等官の官職の等級は叙位進階内則では叙位の規準として用いられ、大審院長・会計検査院長・行政裁判所長官の初叙は正四位相当とし、二等官の初叙は従四位相当とし、三等官の初叙は正五位相当とし、相当位以上2階を極位とした。なお勅任官待遇で満5年以上の勤労がある者は、特に従四位以下に叙せられることもあるとした。
また、叙勲内則でも叙勲の規準として用いられ、高等官一等の官職の初叙は勲二等として勲一等まで進み、陸海軍中将・文官高等官二等の初叙は勲三等として勲一等まで進み、陸海軍少将並びに相当官・文官高等官三等の初叙は勲四等として勲二等まで進むとした。
宮中席次についてもその規準として用いた。
しかし、高等官任命及俸給令（明治24年勅令第82号）で官等を廃止したため、等級を定めるにあたっては俸給だけを基準にせざるを得ず本来の精神は却って失われることになる。

### 1892年（明治25年）11月高等官官等俸給令・親任・官等9等
1892年（明治25年）11月12日に高等官官等俸給令（明治25年勅令第96号）で再び官等を定めて、従前の高等官任命及俸給令（明治24年勅令第82号）及び文武高等官官職等級表（明治24年勅令第215号）を廃止した。
親任式を以って任ずる官を除き他の高等官を9等に分け、親任式を以って任ずる官及び一等官・二等官を勅任官とし、辞令書の手続きに変更はない。
官等と俸給とはその基準は必ずしも同じではないことから、高等官官等俸給令（明治25年勅令第96号）では官等・俸給は各自その当然の基準によって発達させることを目的として、俸給に於いては明治24年の制度を受け継ぎ官等に於いては明治24年の改革以前の官制を基準にした。
これに伴い、文武官叙位進階内則を改定して官等を叙位の規準とし、大審院長の初叙は正四位から従三位に移したこれは準親補であり監軍等に近く会計検査院長より重いと判断したためで、会計検査院長及び行政裁判所長官は各等1階進めたのは独立官庁の長官であってその職任重いためとされ、会計検査院長（一等）並びに行政裁判所長官の初叙は正四位相当とし、一等官並びに会計検査院長（二等）の初叙は従四位相当とし、二等官の初叙は正五位相当とし、相当位より昇叙2階を極位として、勅任待遇の定めはなくなった。
叙勲内則を改定して官等を叙勲の規準とし、陸海軍中将・一等官の初叙は勲三等として勲一等まで進むとし、陸海軍少将並びに相当官・二等官の初叙は勲四等として勲二等まで進むとした。
1898年（明治31年）10月22日に各省官制通則を改定し従前は各局の局長は勅任または奏任としていたところ、各局局長は勅任とした。
1900年（明治33年）に文武官叙位進階内則を改定し、一等官の初叙は正五位、極位は正三位とし、二等官の初叙は同じく正五位、極位は従三位とし、また勅任待遇者は在職満2年の後に正五位に叙し満5年を経て1階を進むことができるとした 。
1920年（大正9年）に各省官制通則を改正し、従前は大臣官房及び局の中の各課に置く課長は奏任官または判任官を以てこれに充てるとしていたところ、大臣官房及び局の中の各課に置く課長は高等官を以てこれに充てるとしたので、勅任官を以て課長に充てることができるようになる。

### 1946年（昭和21年）4月官吏任用叙級令・勅任廃止
1945年（昭和20年）のポツダム宣言受諾の後、連合国軍占領下の1946年（昭和21年）4月1日に官吏任用叙級令（昭和21年勅令第190号）を公布・施行して親任式を以て任ずる官を除く他の官を分けて一級、二級及び三級とし、このときに高等官官等俸給令の廃止等が行われ「勅任官」を「一級官吏」に改めた。
1947年（昭和22年）5月2日に官吏任用叙級令の一部を改正する等が行われて、親任式を以て任ずる官に関する規定を修正して特別の官を除く他の官を分けて一級、二級及び三級とし、翌3日に日本国憲法を施行したときに、これまでの大日本帝国憲法第10条の天皇による官吏任命権に代わって日本国憲法第15条に適合するように官吏任用叙級令の一部を改正する等が行われて、この際に現に存置されている勅任の制度はこれを廃止するものとし、現に勅任である官は一級の官となったものとし、現に勅任の官に在官する者または勅任待遇の職員である者は、別段の辞令を発せられないときは、その区分に応じ各々相当の官に任ぜられ、且つ、一級に叙せられ、または一級官待遇の職員に任ぜられたものとした。この際に現に効力を有する他の命令の規定の中の勅任、勅任官または勅任官の待遇に関する規定は、別段の規定がある場合を除いては、一級、一級の官吏または一級官待遇に関する規定とされた。
また、このときに官吏の任免、叙級、休職、復職その他の官吏の身分上の事項に関する手続が定められ、法律または他の政令に特別の定めがある場合を除いては、一級官吏の任免、叙級、休職、復職は、主任大臣の申し出により、内閣において、これを行うことになる。
1949年（昭和24年）1月15日に官吏任用叙級令は廃止されたが、官職における欠員補充の方法に関する国家公務員法の規定を完全に実施するための人事院規則が制定されるまでの職員の任用に関する暫定手続を定めて、官職における官の級別は、当分の間、なお従前の例によるとされた。
1952年（昭和27年）に日本国との平和条約が発効した後、同年6月1日にこの暫定手続を廃止して、官職における欠員補充の方法に関する同法の規定を完全に実施することになる。

## 大日本帝国憲法の下における勅任官

### 概説
官記には天皇御璽が捺される。
文官は、中央省庁本省の次官や局長、府県の知事などが勅任官であり、現在で言えば「指定職」とされる役職がこれに相当する。
武官では勅任官一等の中将と勅任官二等の少将の階級が勅任官とされた。なお、中将は親補職と呼ばれる役職に、天皇から直接に補職（親補）されることがあった。

### 高等官一等の例
宮内次官、宮内省掌典長、李王職長官、陸軍中将、海軍中将、陸軍軍医中将、海軍技術中将

### 高等官一等または二等の例
内閣書記官長、法制局長官、賞勲局総裁、各省次官、内務省技監、特命全権公使、枢密院書記官長、内大臣府秘書官長、侍従次長、帝国大学総長、府県知事、警視総監、南洋庁長官

### 高等官二等の例
各省局長、各省参与官、陸軍少将、海軍少将、陸軍軍医少将、海軍技術少将